# 1228
- Wikisource

| Calendário gregoriano                                                        | 1228 MCCXXVIII                                        |
| Ab urbe condita                                                              | 1981                                                  |
| Calendário arménio                                                           | 677 – 678                                             |
| Calendário bahá'í                                                            | -616 – -615                                           |
| Calendário budista                                                           | 1772                                                  |
| Calendário chinês                                                            | 3924 – 3925 Início a 7 de fevereiro (aproximadamente) |
| Calendário copta                                                             | 944 – 945                                             |
| Calendário etíope                                                            | 1220 – 1221                                           |
| Calendários hindus - Vikram Samvat - Calendário nacional indiano - Cáli Iuga | 1283 – 1284 1149 – 1150 4328 – 4329                   |
| Calendário Holoceno                                                          | 11228                                                 |
| Calendário islâmico                                                          | 625 – 626                                             |
| Calendário judaico                                                           | 4988 – 4989                                           |
| Calendário persa                                                             | 606 – 607                                             |
| Calendário rúnico                                                            | 1478                                                  |
| Calendário solar tailandês                                                   | 1771                                                  |

1228 (MCCXXVIII, na numeração romana) foi um ano bissexto do século XIII do Calendário Juliano, da Era de Cristo, e as suas letras dominicais foram  B e A (52 semanas), teve início a um sábado e terminou a um domingo.
| Ano completo                      |
| --------------------------------- |
| Ano bissexto com início ao sábado |

## Eventos
- 16 de Julho - São Francisco de Assis é canonizado pelo Papa Gregório IX.

## Nascimentos
- 25 de Abril - Conrado IV da Germânia (m. 1254).
- Guilherme I do Sacro Império Romano-Germânico (m. 1256).

## Mortes
- Mistislau, príncipe da Galícia, Ucrânia.